# Sínodo de Ancira

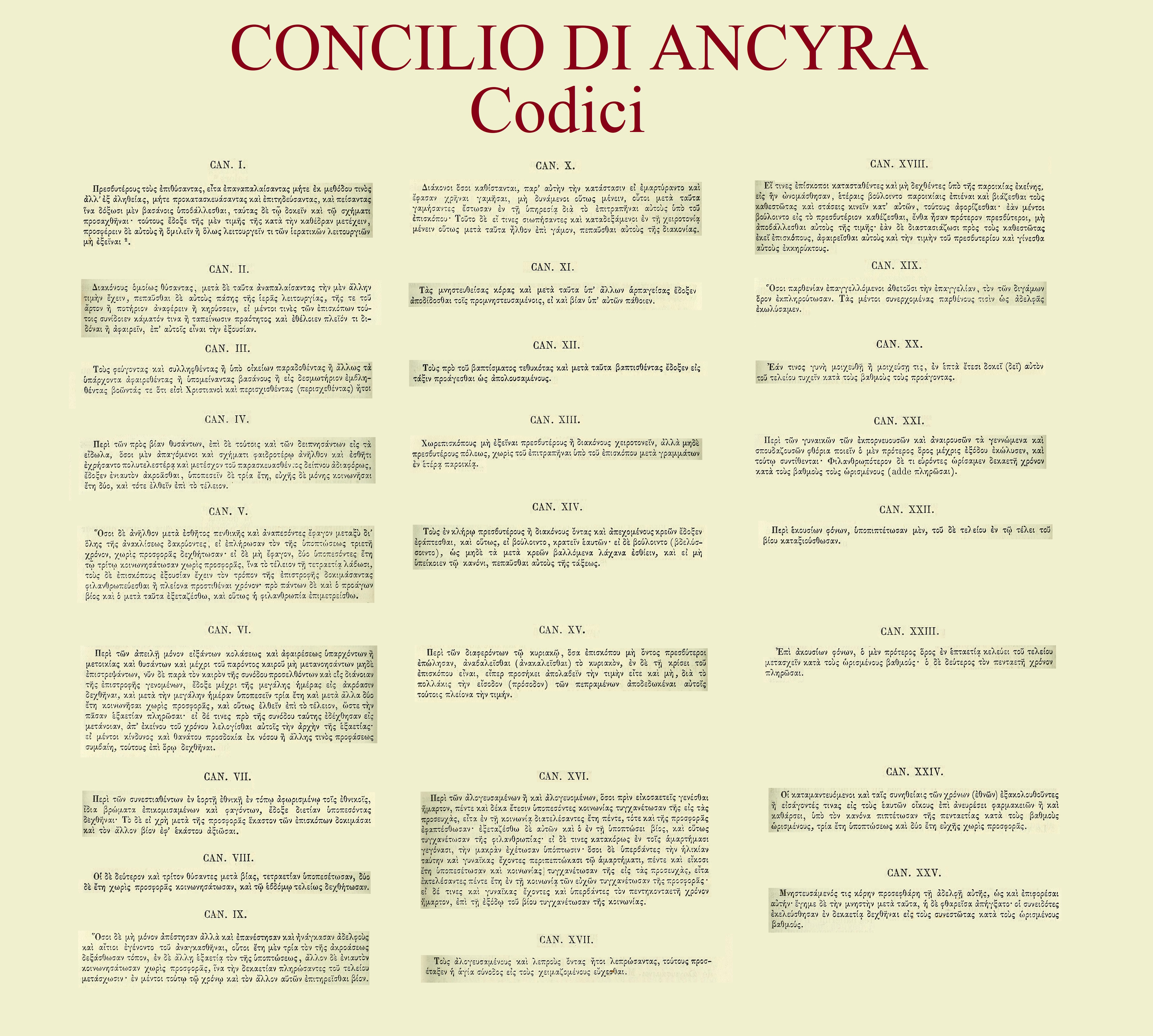
Página contendo o texto grego dos cânones promulgados pelo Concílio de Ancyra.

Sínodo de Ancira foram pelo menos três sínodos eclesiásticos realizados em Ancira (atual Ancara, a capital da Turquia) - que na época era a capital da província romana da Galácia, também chamados de Concílios de Ancira.

## Concílio de 314
Realizado em 314, foi um sínodo plenário ortodoxo. O ano pode ser seguramente inferido pelo fato de os primeiro nove cânones foram dedicados a reparar o estrago provocado na igreja pelas perseguições, que cessaram logo após a queda de Maximino Daia em 313 dC.
Marcelo de Ancira era o bispo da cidade e provavelmente esteve presente no Sínodo.

### Os Cânones
Além dos nove já citados:
- O décimo cânone tolera o casamento de diáconos que antes da ordenação tinham se reservado o direito de tomar uma esposa para si.
- O décimo-terceiro proíbe corebispos de ordenarem presbíteros ou diáconos.
- O décimo-sexto cânone classifica os cristãos que cometeram o pecado da bestialidade - ou ainda cometem - em diversos diferentes grupos baseados na idade do ofensor e designa diferentes penitências para cada grupo. Homens casados acima de vinte anos são punidos com mais rigor que os jovens solteiros, sendo as que as mais severas foram reservadas aos homens maiores de cinquenta anos. Curiosamente, não há menção de penitências para homens solteiros maiores de vinte anos.
- O décimo-sétimo cânone condena os cristãos que, tendo lepra, tiveram relações sexuais com uma leprosa ou com animais, a ter que rezar com as pessoas invernando - ou seja, fora dos edifícios da igreja. O motivo de os animais e as leprosas terem sido colocados no mesmo nível é bastante difícil de interpretar (veja Mulheres no Cristianismo).
- O décimo-oitavo resguarda o direito das pessoas de objetarem contra o apontamento de um bispo que elas não desejam.
- O vigésimo-segundo trata da penitência aos assassinos, que dever ser deixá-los a vida toda proscritos e, ao fim da vida, dar-lhes a indulgência da comunhão plena com a comunidade.

## Concílio de 358
Este sínodo foi uma reunião semi-ariana, presidida por Basílio de Ancira. Apesar de condenar as blasfêmias mais grosseiras do Arianismo, acabou aprovando outra doutrina Antitrinitaria, de que o Filho seria em tudo igual ao Pai, ou seja o Verbo (palavra de Deus) se encarnou literalmente conforme João 1:14 (veja Sabelianismo).

## Concílio de 375
O último foi uma reunião de bispos arianos que depuseram diversos oponentes, inclusive São Gregório de Níssa.